# Mariä-Entschlafens-Kirche (Prekaja)
Die Mariä-Entschlafens-Kirche (serbisch Црква Успења Пресвете Богородице Crkva Uspenja Presvete Bogorodice) ist eine serbisch-orthodoxe Kirche im Zentrum von Prekaja, einem Dorf in der bosnischen Opština Drvar in der Föderation Bosnien und Herzegowina.
Die Kirche ist die Pfarrkirche der Pfarrei Prekaja im Dekanat Grahovo-Drvar der Eparchie Bihać-Petrovac der Serbisch-orthodoxen Kirche und steht unweit des Flusses Unac. Erbaut wurde die Kirche von 1883 bis 1887. Eingeweiht wurde das Gotteshaus 1887 zur Zeit des Metropoliten Georgije Nikolajević von Dabrobosnien.

## Geschichte der Kirche
Erbaut wurde die Mariä-Entschlafens-Kirche von 1883 bis 1887. Seit ihrer Erbauung erlitt die Kirche mehrmals großen Schaden. Die größten Schäden erlitt die Kirche im Zweiten Weltkrieg, als diese von den kroatisch-faschistischen Ustascha schwer beschädigt und verwüstet wurde.
Auch 1995–1996, als das Dorf Prekaja im Abkommen von Dayton der Föderation Bosnien und Herzegowina zugesprochen wurde, erlitt das Gotteshaus durch Angehörige der  kroatischen Armee große Schäden. Auch das Pfarreihaus wurde schwer beschädigt.
Damals flohen alle Einwohner von Prekaja, das von Serben bevölkert war, und der anderen umliegenden serbischen Dörfer, sowie der Stadt Drvar aus der Opština (Gemeinde) Drvar in die Republika Srpska und nach Serbien.
Der ganze zurückgelassene Besitz der serbischen Bewohner wurde geplündert oder zerstört. Das gleiche Schicksal erlebte auch die Mariä-Entschlafens-Kirche in Prekaja. Die Kirche wurde 1905 und 1967 komplett restauriert.

### Architektur
Die Kirche ist einschiffig mit  einer Apsis im Osten und einem Kirchturm im Westen. Auffällig ist die hellblaue Farbe des Zwiebelturmförmigen Dachs am Kirchturm. Das Kirchengebäude besitzt typisch für orthodoxe Gotteshäuser, eine Ikonostase mit Ikonen. Die Kirche ist jedoch nicht mit byzantinischen Fresken ausgemalt.

## Kirchenweihe 2008
Durch die Bemühungen der Behörden der Republika Srpska und der Föderation Bosnien und Herzegowina konnten die erforderlichen Baumaterialien zum Wiederaufbau der Kirche gesammelt werden.
Ende 2007 konnte die umfassende Rekonstruktion der Kirche beginnen. Im Jahre 2008 war die Rekonstruktion abgeschlossen. Die annähernd historische Rekonstruktion des historischen Kirchengebäudes verdankt ihren Erfolg Nikola Špirić, dem Vorsitzenden des Ministerrates von Bosnien und Herzegowina, der in Prekaja geboren ist.
Mit Zustimmung des damaligen Bischofs Chrysostomus von Bihać-Petrovac hatte Špirić zur Spenden aufgerufen. Auch stellte er einen Fonds zum Kirchenbau bereit. Die Kirche wurde von den Bischöfen der Eparchien Bihać-Petrovac Chrysostomus und Gregor von der Eparchie Zahumlje und Herzegowina geweiht, mit dem höchsten Klerus der Diözese von Bihać-Petrovac.
Pate der Kirche wurde Nikola Špirić. Die Serbisch-Orthodoxe Kirche verlieh ihm den Orden des heiligen Sava ersten Grades. Dragan Ivanić aus dem Dorf Vođenice bekam den Orden des heiligen Sava zweiten Grades für seinen Beitrag zur Wiederherstellung der Serbisch-orthodoxen Kirchen und Klöster in der Krajina.
Bei der Einweihungsfeier der Kirche waren auch Milorad Dodik, Ministerpräsident der Republika Srpska und Nebojša Radmanović, das serbische Mitglied der Präsidentschaft von Bosnien und Herzegowina anwesend. Zur Kirchenweihe kamen Beamte aus der Republika Srpska und der Föderation Bosnien und Herzegowina, und über 5000 Gäste. Die gesamte Renovierung wurden von Mitarbeitern des „Zrnić Unternehmen“ aus Prijedor durchgeführt.
Kirchenfeier (Slava) der Kirche ist die Aufnahme Mariä in den Himmel, was in den Ostkirchen Entschlafen der Allerheiligen Gottesmutter genannt wird.